# USS Indiana (BB-58)
El USS Indiana (BB-58) fue un acorazado de clase South Dakota de la Armada de los Estados Unidos. Fue asignado en 1942 y sirvió en el Pacífico durante la Segunda Guerra Mundial. Fue dado de baja en 1947 y pasado a la reserva. Finalmente fue dado de baja y vendido para chatarra en 1963. Algunos elementos del buque se conservan repartidos por diferentes lugares del estado de Indiana del que recibe el nombre.

## Construcción y asignación
El USS Indiana fue puesto en grada el 20 de noviembre de 1939 en los astilleros Newport News Shipbuilding, Newport News, Virginia, botado el 21 de noviembre de 1941, amadrinado por Lewis C. Bobbins, hija del gobernador de Indiana Henry F. Schricker. Fue asignado el 30 de abril de 1942 y puesto al mando del capitán A. S. Merrill. Comenzó sus pruebas de mar en la bahía de Casco, Maine, tras las que fue enviado al Pacífico adonde llegó a tiempo de reemplazar a su gemelo, el USS South Dakota, gravemente dañado tras la Batalla Naval de Guadalcanal en noviembre de 1942.

## Servicio
El USS Indiana continuó con la misión de proteger a los portaaviones USS Enterprise y  USS Saratoga durante las operaciones navalaes de la Batalla de Guadalcanal  en las aguas de las islas Salomón. El 23 de octubre de 1943 regresó a Pearl Harbor.
El 11 de noviembre de 1943 partió para apoyar las fuerzas de invasión de las islas Gilbert, hoy Kiribati. Durante el bombardeo de Tarawa derribó su primer avión enemigo.

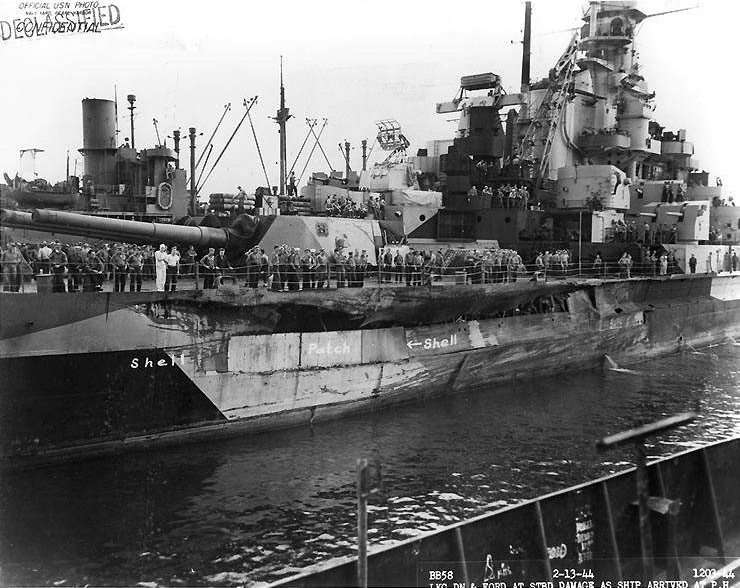
Imagen del USS Indiana en Pearl Harbor en febrero de 1944 donde se aprecian las reparaciones de urgencia realizadas en el casco del mismo tras su choque con el acorazado USS Washington.

En enero de 1944 bombardeó durante ocho días la isla de Kwajalein, en las operaciones previas al desembarco en las islas Marshall. En ese escenario, y durante unas operaciones rutinarias de abastecimiento a los destructores de la flota en condiciones de oscuridad, el Indiana giró delante del acorazado USS Washington con el que chocó provocando graves daños y varios muertos en ambos buques. El Indiana fue abordado por estribor en un ángulo de 26º causando severos daños en el exterior del casco, la inundación de 13 huecos estancos entre casco y blindaje, la rotura de 13 depósitos de combustible, daños en el eje de propulsión externo de estribor, la rotura de 4 de los 5 álabes de la hélice de ese eje, daños estructurales en las cubiertas interiores, armamento de estribor y en las instalaciones eléctricas. Estudios realizados a comienzos de 1945 determinaron que el impacto tuvo lugar en la parte más vulnerable del buque y que si los daños hubiesen sido más graves, hubiera tenido serio peligro de hundirse por la popa. Tras efectuar unas reparaciones de urgencia en el atolón de Majuro, regresó en febrero de 1944 a Pearl Harbor para completarlas.
En abril de 1944 volvió a la acción para atacar la ciudad de Hollandia, hoy Jayapura, en la isla de Nueva Guinea, el atolón de Truk y la isla de Ponapé en las islas Carolinas y la isla de Saipán en las islas Marianas. En la Batalla del Mar de Filipinas, que tuvo lugar en estas últimas islas, formó parte de la Task Force 58.7, la línea de batalla de acorazados al mando del vicealmirante Willis A. Lee. En ella un avión japonés logró zafarse de las defensas antiaéreas del Indiana estrellándose contra un costado del buque, sin consecuencias graves. En dicha batalla permaneció durante 64 días consecutivos en misión de protección a los portaaviones y de apoyo a la invasión. En agosto fue transferido a la Task Force 38.3 y operó en las islas Palau y en las de Filipinas preparando la inminente invasión de la isla de Leyte aunque no llegó a participar en la Batalla del Golfo de Leyte, ya que tras dos años de operación continuados, a comienzos de octubre fue enviado a Bremerton, Washington para ser profundamente reparado y revisado en los astilleros Puget Sound Navy Yard.

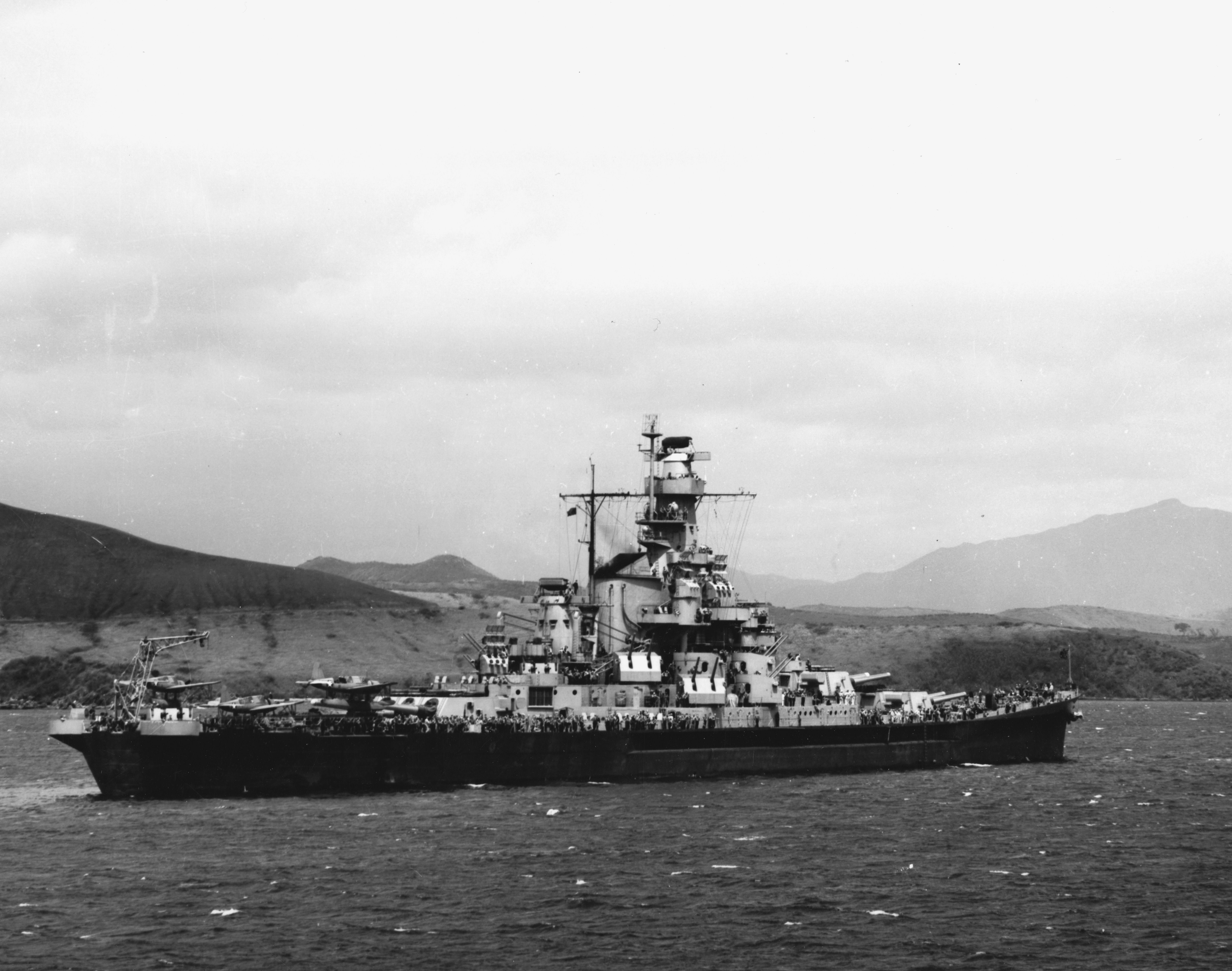
El USS Indiana en 1942.

En enero de 1945 retornó a aguas del Pacífico, actuando en las operaciones de desembarco en Iwo Jima y Okinawa. En esas operaciones, el peligro de los kamikazes era diario, pero el Indiana derribó todos los aviones lanzados contra él. El 5 de junio, junto toda la flota norteamericana que había participado en el desembarco de Okinawa, sufrió un tifón que causó daños de diversa consideración a 33 buques de dicha flota. El Indiana perdió el control del timón y uno de los motores principales perdió parte de su potencia. El Indiana se dirigió a la bahía de San Pedro, en la isla de Leyte, Filipinas para efectuar reparaciones.
Entre julio y agosto de 1945, asignado a la Task Force 38.1, efectuó bombardeos contras las islas metropolitanas de Japón, y protegiendo a los portaaviones en sus ataques aéreos. El 30 de agosto protegió el desembarco norteamericano en la Base Naval de Yokosuka, donde el 2 de septiembre tuvo lugar la ceremonia formal de la rendición japonesa. Posteriormente partió de vuelta a Estados Unidos adonde llegó el 29 de septiembre después de haber recorrido 234.888 millas, desde su botadora en Newport News y haber conseguido 9 estrellas de combate por sus servicios durante la guerra.
Dos años después, en 1947, fue dado de baja y pasado a las Flotas de Reserva de la Marina de Estados Unidos en Puget Sound Navy Yard en Bremerton, Washington. Nunca volvió a ser reasignado y en 1963 fue vendido para ser desguazado.